# Doopsgezinde kerk (Joure)
De Doopsgezinde kerk is een kerkgebouw in Joure in de Nederlandse provincie Friesland. Het kerkgebouw en de naastgelegen pastorie (Mennohuis) zijn rijksmonumenten.

## Beschrijving
In 1817 zijn de twee doopsgezinde gemeenten (Oude Huis en Nieuwe Huis) in Joure samen gegaan. Door de groei van de gemeente werd in 1824 een nieuwe kerk gebouwd. Het kerkgebouw werd achter de rooilijn gebouwd. De neoclassicistische driezijdig gesloten zaalkerk heeft een tuitgevel met pilasters en een timpaan. Op de opengewerkte achtkantige dakruiter met koepeldak staat een windvaan in de vorm van een lam.

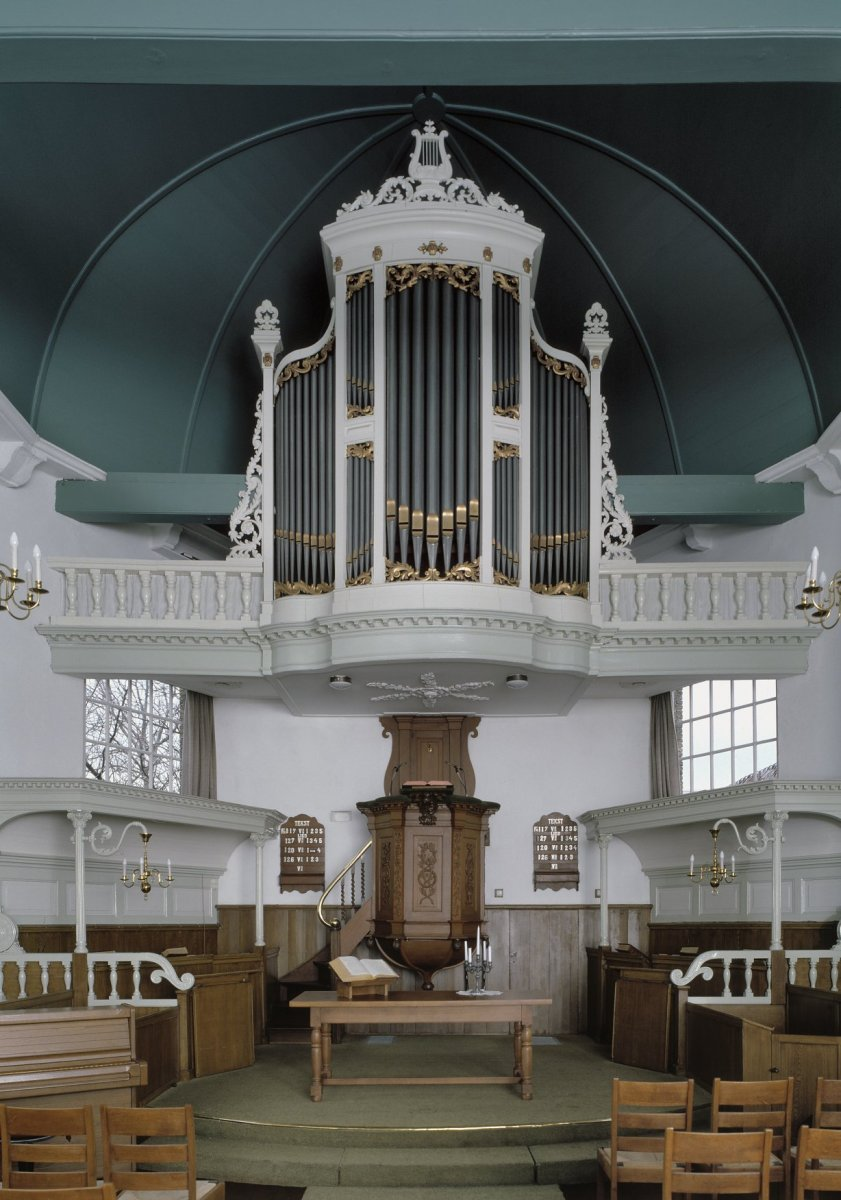
Interieur met orgel

Het interieur wordt gedekt door een tongewelf. De preekstoel dateert uit de 18e eeuw.
Het orgel is in 1858 gemaakt door L. van Dam en Zonen en in 1980 door Bakker & Timmenga gerestaureerd. Het heeft één manuaal en een aangehangen pedaal; de dispositie telt tien registers.